# تروي أونيانجو
تروي أونيانجو (بالإنجليزية: Troy Onyango)‏ هو كاتب كيني، ولد في 3 يناير 1993 في كيزيمو في كينيا.